# Hílids (ocells)
Els hílids (Hyliidae) són una família d'ocells passeriformes que han estat considerades de difícil classificació (Incertae sedis), però que actualment són ubicats pròxims als macrosfènids (Macrosphenidae) arran diversos estudis, coma ara Oliveros et al. 2019

## Taxonomia
Segons la Classificació del Congrés Ornitològic Internacional (versió 13.2, 2023) aquesta família està formada per dos gèneres amb dues espècies:
- Gènere Hylia, amb una espècie:
  - Hylia prasina - hília verda.
- Gènere Pholidornis, amb una espècie:
  - Pholidornis rushiae - hília estriada.

No hi ha consens taxonòmic sobre aquests tàxons. Segons la llista mundial d'ocells del Congrés Ornitològic Internacional (versió 13.2, 2023) les dos espècies esmentades està incloses en la família dels hílids (Hyliidae). Ja el Handook of the Birds of the World i la quarta versió de la BirdLife International Checklist of the birds of the world (Desembre 2019), consideren que estan incloses en la dels escotocèrtids (Scotocercidae).